# Elaphropus parvulus
Elaphropus parvulus es una especie de escarabajo del género Elaphropus, de la subfamilia Trechinae, orden Coleoptera.

## Distribución
Se distribuye por Gran Bretaña, Suecia, Francia, Bélgica, Países Bajos, Alemania, Suiza, Austria, Chequia, Eslovaquia, Hungría, Polonia, Ucrania, Portugal, España, Italia, Malta, Eslovenia, Macedonia del Norte, Albania, Bulgaria, Rumania, Moldavia, Marruecos, Argelia, Túnez, Egipto, Siria, Turquía, Irán, Estados Unidos y Canadá.

## Taxonomía
Fue descrita por Dejean en 1831.